# Izabela (Drzązna)
Izabela – przysiółek w Polsce położony w województwie łódzkim, w powiecie sieradzkim, w gminie Wróblew.
Administracyjnie część wsi Drzązna. przysiółek położony jest przy drodze krajowej 14
W latach 1975–1998 miejscowość administracyjnie należała do województwa sieradzkiego.